# Wout Wagtmans
Wout Wagtmans, né le 10 novembre 1929 à Sint Willebrord et mort le 15 août 1994 dans la même localité, est un coureur cycliste sur route et sur piste néerlandais.

## Carrière
Avec Wim van Est, il appartient à cette génération qui, dans les années 1950, a rendu le cyclisme très populaire aux Pays-Bas. Devenu amateur en 1947, il gagne le championnat des Pays-Bas deux ans plus tard. En 1950, il est forcé de passer professionnel parce qu’il aurait reçu de l’argent pour une victoire. Il était professionnel depuis un jour exactement quand il a participé au championnat des Pays-Bas et a mené une course remarquable : seul Gerrit Schulte a pu, difficilement, le devancer.
Il a fait ensuite une brillante carrière, participant huit fois au Tour de France et endossant le maillot jaune en 1954, 1955 et 1956. Il a remporté quatre étapes : en 1953, il a battu au sprint Gino Bartali à Gap et s’est classé cinquième au classement final. Au total, il a porté le maillot jaune pendant 12 jours et a remporté 4 étapes. Deux ans plus tard, il était à Bordeaux le troisième vainqueur néerlandais. Il a également remporté trois étapes du Tour d’Italie et gagné le Tour de Romandie ainsi qu’un certain nombre de courses d’une journée. Sur piste, il n’a pas eu moins de succès, remportant le titre de champion des Pays-Bas de demi-fond en 1958 et se classant troisième du championnat du monde de cette discipline la même année.
Wout Wagtmans était un coureur très populaire, autant à cause de sa pugnacité que de son enthousiasme juvénile qui lui a valu de nombreux surnoms : Olijke Woutje, Dik Trom, Zulu, le Clown et le Kemphaantje. Il a mis un terme à sa carrière de cycliste en 1961 et a été le directeur sportif de l’équipe néerlandaise du Tour de France en 1967. Il a ensuite repris l’entreprise de transport de son père. À la fin des années 1980, un grave accident l’a laissé invalide. Wagtmans meurt en 1994, à l’âge de 64 ans. Il était l’oncle d’un autre grand champion cycliste, Rini Wagtmans.
Sa carrière sportive est au cœur du livre Op karakter : St. Willebrord van paarse hei tot gele trui, publié en 2007 et dû à Peter Heerkens et Frans van Schoonderwalt.

## Palmarès sur route

### Palmarès amateur
- 1948
  - Ronde van Zuid-Beveland
- 1949
  -  Champion des Pays-Bas sur route amateurs
  - Ronde van Zuid-Beveland
  - Ronde van Oud-Vossemeer
  - 3e du Tour de Hollande-Septentrionale
- 1950
  - Tour de Hollande-Septentrionale

### Palmarès professionnel
- 1950
  - 2e du championnat des Pays-Bas sur route
- 1951
  -  Champion des Pays-Bas du contre-la-montre par clubs
  - 2e de la Polymultipliée
  - 3e du Circuit des Trois villes sœurs
  - 3e de Liège-Bastogne-Liège
  - 3e du championnat des Pays-Bas sur route
  - 7e du championnat du monde sur route
- 1952
  - Tour de Romandie :
    - Classement général
    - 1re étape

  - 2e étape du Tour des Pays-Bas
  - 2e du Tour des Pays-Bas
  - 2e de la Polymultipliée
  - 3e du championnat des Pays-Bas sur route
- 1953
  - Tour de Hesbaye
  - 17e et 21e étapes du Tour de France
  - 1re étape du Tour d'Algérie
  - 1rea et 2e étapes d'À travers la Belgique
  - 3e de Paris-Roubaix
  - 3e du championnat des Pays-Bas sur route
  - 5e du Tour de France
  - 8e du Challenge Desgrange-Colombo
- 1954
  - 1re étape du Tour de France
  - 13e et 19e étapes du Tour d'Italie
  - 1re étape du Grand Prix d'Eibar
  - 2e du championnat des Pays-Bas sur route
- 1955
  - 1reb (contre-la-montre par équipes) et 19e étapes du Tour de France
  - 3e du championnat des Pays-Bas sur route
  - 9e du Tour d'Italie
- 1956
  - 4e étape du Tour de Romandie
  - 3e du Grand Prix de la Banque
  - 6e du Tour de France
- 1957
  - Rome-Naples-Rome :
    - Classement général
    - 1re étape

  - 6e étape du Tour d'Italie
  - 9e du Tour d'Italie
- 1960
  - Tour des Quatre Cantons
  - 2e de Rome-Naples-Rome

## Résultats sur les grands tours

### Tour de France
9 participations
- 1950 : abandon (10e étape)
- 1951 : abandon (14e étape)
- 1952 : 25e
- 1953 : 5e, vainqueur des 17e et 21e étapes
- 1954 : abandon (20e étape), vainqueur de la 1re étape,  maillot jaune pendant 7 jours
- 1955 : 19e, vainqueur des 1reb (contre-la-montre par équipes) et 19e étapes,  maillot jaune pendant 2 jours
- 1956 : 6e,  maillot jaune pendant 3 jours
- 1957 : abandon (4e étape)
- 1961 : abandon (9e étape)

### Tour d'Italie
6 participations
- 1953 : abandon
- 1954 : 14e, vainqueur des 13e et 19e étapes
- 1955 : 9e
- 1956 : 13e
- 1957 : 9e, vainqueur de la 6e étape
- 1960 : abandon (5e étape)

## Palmarès sur piste

### Championnats du monde
- Paris 1958
  -  Médaillé de bronze du demi-fond
- Amsterdam 1959
  - 8e du demi-fond

### Championnats d’Europe
- 1961
  -  Médaillé d'argent du demi-fond

### Championnats nationaux
- 1958
  -  Champion des Pays-Bas de demi-fond